# Campo Grande (São Tomé)
Campo Grande ist ein Ort (aldeia) im Hinterland des Distrikts Mé-Zóchi auf der Insel São Tomé im Inselstaat São Tomé und Príncipe.

## Geographie
Der Ort liegt im Hochland auf einer Höhe von ca. 1000 m westlich von Monte Cafe.